# 鄭氏鸞
端穆皇太后（越南语：／，1488年—1527年1月9日（統元五年十二月初八）），名鄭氏鸞（越南语：／），越南後黎朝皇太后。黎明宗妻子、黎昭宗、黎恭皇之母。
鄭氏鸞是安清章人，本為錦江王黎漴的妻子（錦江王妃），當黎昭宗被擁立為帝，尊封鄭氏鸞為皇太后。
1522年昭宗與西都的鄭綏書信相通，同范獻、范恕二人一起逃到了山西明義縣的夢山以號召天下諸侯討伐莫登庸，但皇太后鄭氏鸞和弟弟黎椿都留在昇龍，未及隨行。於是莫登庸宣稱昭宗遭奸臣劫持，另立黎椿為帝，是為黎恭皇。
1527年6月，莫登庸的黨羽范嘉謨偽造禪位御詔，迫黎恭皇禪位，成立莫朝。黎恭皇隨即被廢為泰王並被幽禁。不久，莫登庸迫皇太后鄭氏鸞和他自盡，太后憤恨說：「莫登庸殺盡黎氏子孫，他日莫氏也會被殺盡！」於是兩人一同自盡。
後來，鄭氏鸞被追封為端穆慈哲皇太后（越南语：／）。

## 腳註
1. ↑  但《大越史記全書》本紀卷之十五載鄭氏鸞與黎恭皇二人一同自盡，該日為1527年7月12日（明德元年六月十五）[2]。